# Повіт Хіґасі-Івай
Пові́т Хіґа́сі-Іва́й (яп. 東磐井郡, ひがしいわいぐん, МФА: [çigaɕi iwai̯ guɴ]) — повіт в префектурі Івате, Японія.